# Председник Јерменије
Председник Јерменије (јерм. Հայաստանի Նախագահ) јесте шеф државе и гарант независности и територијалног интегритета Јерменије. Бира га Народна скупштина Јерменије на један седмогодишњи мандат.  У оквиру парламентарног система Јерменије, председник обавља церемонијалне дужности, а већина политичке моћи припада парламенту и председнику владе, што је слично председнику Србије.
Председничка овлашћења се суспендују ако поднесе оставку, умре, постане неспособан за обављање дужности или буде разрешен дужности. Председник Републике подноси оставку Народној скупштини.
Вахан Хачатурјан је на функцији председника од 13. марта 2022.
Функција председника Јерменије основана је одлуком Врховног савета Јерменске ССР од 3. маја 1990.
Председник Јерменије додељује шест награда.
На посебној седници Народне скупштине председник треба да положи следећу заклетву народу „Преузимајући функцију председника Републике Јерменије, заклињем се да ћу безрезервно испуњавати захтеве Устава, поштовати основна људска и грађанска права и слободе, да обезбеди заштиту, независност, територијални интегритет и безбедност Републике на славу Републике Јерменије и на добробит народа Републике Јерменије“.
Овлашћења председника Јерменије утврђена су Уставом Јеременије. Председник обезбеђује редовно функционисање извршне, законодавне и судске власти Републике Јерменије. 
Према члану 1. Закона о председнику Републике Јерменије усвојеног 1. августа 1991. председник је шеф извршне власти. 
Председник Републике Јерменије је врховни командант Оружаних снага. Председник Републике Јерменије координира активности државних органа у области.
- начин вођења војне политике, укључујући стратегију националне безбедности и војну доктрину
- структура Оружаних снага
- планове развоја Оружаних снага осталих трупа, употребе оружаних снага, распореда ВС, мобилизационих планова ВС, републичког плана цивилне одбране
- државни програм развоја војно-индустријског комплекса, наоружања и војне опреме
- спискови радних места виших команданата, виших старешина на положајима и њихових официра виших чинова Оружаних снага и других трупа

Председник објављује уредбу о обавезном служењу војног рока и демобилизацији и врши друга статутарна овлашћења у области одбране.

## Списак председника
| Име и презиме (рођење–смрт)      | Портрет | Изабран            | Почетак мандата                  | Крај мандата                      | Трајање мандата    | Странка                         |
| -------------------------------- | ------- | ------------------ | -------------------------------- | --------------------------------- | ------------------ | ------------------------------- |
| Левон Тер-Петросјан (рођен 1945) |         | 1991.              | 11. новембар 1991.               | 11. новембар 1996.                | 6 година, 84 дана  | Јерменски народни покрет        |
| Левон Тер-Петросјан (рођен 1945) | 1996.   | 11. новембар 1996. | 3 фебруар 1998. (Поднео оставку) |                                   | 6 година, 84 дана  | Јерменски народни покрет        |
| Роберт Кочарјан (рођен 1954)     |         | —                  | 3. фебруар 1998.                 | 9. април 1998.                    | 10 година, 66 дана | Независни                       |
| Роберт Кочарјан (рођен 1954)     | 1998.   | 9. април 1998.     | 9. април 2003.                   |                                   | 10 година, 66 дана | Независни                       |
| Роберт Кочарјан (рођен 1954)     | 2003.   | 9. април 2003.     | 9. април 2008.                   |                                   | 10 година, 66 дана | Независни                       |
| Серж Саргсјан (рођен 1954)       |         | 2008.              | 9. април 2008.                   | 9. април 2013.                    | 10 година          | Републиканска партија Јерменије |
| Серж Саргсјан (рођен 1954)       | 2013.   | 9. април 2013.     | 9. април 2018.                   |                                   | 10 година          | Републиканска партија Јерменије |
| Армен Саркисијан (рођен 1953)    |         | 2018.              | 9. април 2018.                   | 1. фебруар 2022. (Поднео оставку) | 3 године, 298 дана | Независни                       |
| Ален Симонјан (рођен 1980)       |         | —                  | 1. фебруар 2022.                 | 13. март 2022.                    | 40 дана            | Грађански договор               |
| Вахан Хачатурјан (рођен 1959)    |         | 2022.              | 13. март 2022.                   | Тренутно на функцији              |                    | Независни                       |